# 泰國—美國關係
泰美關係，是指歷史上的泰國和美國（包括現在泰王國與美利堅合眾國）之間的雙邊關係。兩國自1833年起建立外交關係，美國亦曾在1961年至1976年間在泰國駐軍。

## 歷史

### 二戰前

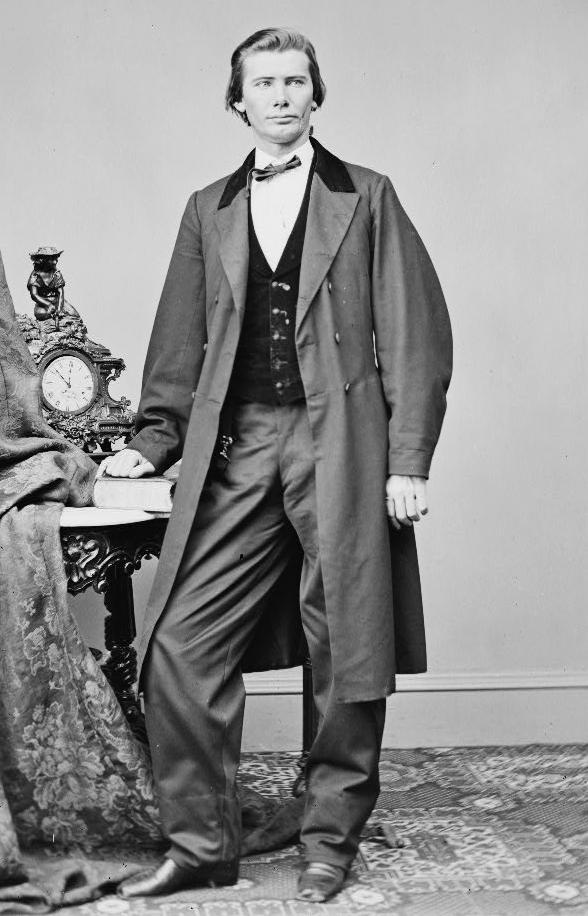
塞普龙尼斯·博伊德，第三个美国派驻暹罗的常驻公使/总领事。

美國和泰國的交往可追溯至1818年，首位美國人抵達暹羅。三年後，首艘美國船隻抵達曼谷。首批前赴暹羅的美國人大部份是商人或傳教士。這批美國人對泰國構成深遠影響，如泰國進行的首項手術由旅居暹羅的美國傳教士完成，而泰國首間新教教堂亦是由美國傳教士於1837年7月1日成立。首兩位移民美國的暹羅人是一對居於夜功府的連體嬰昌·邦克和恩·邦克兄弟，他們於1828年移居美國。當時亦有一位暹羅人參與南北戰爭，並以美國公民的身份返回暹羅。
1833年3月18日，暹羅國王拉瑪三世接見美國使者埃德蒙·罗伯茨。兩日之後，美國和暹羅在曼谷簽訂《暹美友好通商條约》，兩國建立外交關係。1856年5月，斯蒂芬·马顿牧师獲任命為美國首任駐暹羅領事。暹羅於1881年委任駐英專員布里斯當王子兼任駐美專員，其後在1884年建立駐美大使館。
1903年，暹羅委任美國人爱德华·亨利·斯特罗贝尔擔任總顧問。1920年12月16日，美國與暹羅簽訂《禮賓條約》，廢除美國在暹羅的治外法權。1927年12月5日，後來成為泰國國王的普密蓬·阿杜德在美國麻省劍橋出生。1931年，暹羅國王拉瑪七世成為首位訪美的泰國國家元首。1937年11月13日，暹羅與美國在曼谷簽訂《友好、通商及航行條約》。
1942年至1945年間，暹羅更名為泰國，並加入軸心國，與身為同盟國的美國宣戰。不過當時為泰王拉瑪八世擔任攝政的比里·帕儂榮卻在美國戰略情報局的協助下秘密組建抵抗日本人的自由泰人運動，並獲得泰國民眾的廣泛支持；另外當時的泰國駐美大使社尼·巴莫也拒絕正式通知華府泰國已對美國宣戰:168，美國政府亦對向泰國宣戰表示抗拒。1945年8月21日，美國主張不將泰國當作敵軍處置。

### 二戰後

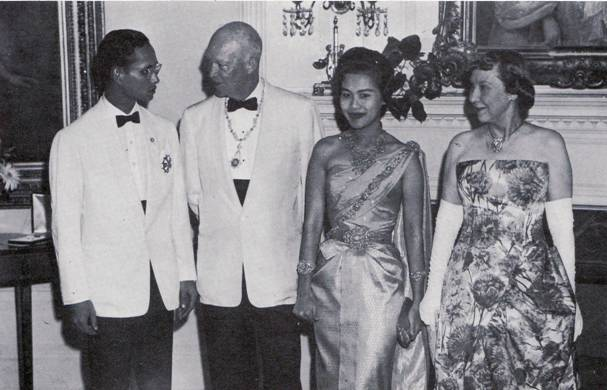
1960年，美國總統德懷特·艾森豪威爾攜同第一夫人瑪米·艾森豪威爾在白宮會見訪美的泰國國王普密蓬·阿杜德和王后詩麗吉

泰國在戰後向美國賦予最惠國待遇:169。1947年4月10日，美國國務院資深外交官、歷經駐濟南、駐張家口領事等多項海外經驗的司丹敦獲任命為首任美國駐泰國大使。1948年4月6日鑾披汶·頌堪發動政變，成為泰國總理後25年內，泰國一直奉行親美的外交政策，因為當時泰國當局憂慮北越（1954年後）和隨後成立的中華人民共和國在泰國從事顛覆活動，達成支配東南亞的目標，而美國的圍堵政策則迎合泰國的憂慮，此後泰國便一直借助美國的軍事和經濟援助打擊國內異己。當時身為美國在東南亞最親密的盟友，積極配合美國東南亞戰略的泰國還參加了由美國主導成立，旨在圍堵中華人民共和國和北越的東南亞條約組織，並和美國簽訂安保條約:237-238。披汶本人也在1955年5月成為首位訪美的泰國政府首腦。
在1957年藉着發動政變上台的沙立·他那叻和在1963年接替任內逝世的沙立的他儂·吉滴卡宗擔任泰國總理期間，泰美關係更形親密。當時美國向泰國提供了總值10億美元的經濟和軍事援助金；而且泰國和美國也在1962年締結《臘斯克－他納協議》（以時任美國國務卿迪安·魯斯克和時任泰國外長他納·科曼命名），准許美國在泰國受到威脅時單方面援助泰國，並於1964年制定軍事應急計劃。越南戰爭期間，泰國曾以種種方式支援美國的對越軍事行動，包括准許美國在泰國建設大型軍事基地，供轟炸越南的轟炸機使用，以及派兵參與越戰和老撾內戰:239。另外，泰國也在1966年10月27日至30日迎來首位到泰國展開國事訪問的美國總統林登·詹森和第一夫人小瓢蟲·約翰遜。
1968年，詹森總統宣布美國會尋求以談判方式與北越言和，這令曼谷政府內部對泰美關係的前途產生分歧。當中他儂等人認為泰國應該維持和美國的親密關係，並與大韓民國、越南共和國和菲律賓締結更強大的反共軍事同盟；而塔納則認為美國即將撤出東南亞，並呼籲閣僚想想其他的辦法。美國在1971年宣布理查德·尼克森總統將在1972年訪華時，泰國對這項決定和美國對華政策的轉變懵然不知；泰國國內更有批評者極力批評美國在不徵詢泰國等重要盟友的意見，便作出這麼重大的政策轉變。1973年以他儂為首的軍政府被泰王解散後，泰美關係變得更不明朗，當時泰國國內有意見認為外國持續在泰國駐軍會損害泰國的主權，不過也有意見認為雖然美國在當時的國際形勢能夠給予泰國的東西不多，不過泰美同盟關係也不應該因而斷絕。當中，泰國國內的民族主義思潮令抱持第一種意見的人士更有優勢，而隨後美國任命前中情局官員為新任駐泰大使和中情局特務假扮泰共游擊隊向泰國總理致信的事件則令泰國的反美情緒更為高漲。最終，泰國政府先要求美國不干涉泰國內政，繼而上台的克立·巴莫和社尼·巴莫政府也順應國民要求，要求美國在1976年前撤出泰國，並拒絕美國把一部分軍力留在泰國的請求。美軍最終亦如期撤離。:239-240, 242
他信·西那瓦在任泰國總理期間曾與美國展開自由貿易協定談判:249。他的妹妹英祿也曾經在擔任總理期間於2012年11月18日至19日與到訪的美國總統巴拉克·奧巴馬會面。奧巴馬向英祿表示，泰國是美國在亚洲最早的朋友，美國對這段友誼非常自豪，並特別對英祿的優秀領導表示高興，認為她促進泰國繼續走向民主、自由和和平的道路。2014年4月8日至9日泰國示威期間，美國助理國務卿丹尼尔·拉塞尔訪問泰國，會見泰國看守總理英祿·西那瓦和泰國民主黨領袖阿披實·威差奇瓦。拉塞尔交出國務卿約翰·克里呼籲雙邊和平和民主解決政治問題的私人信件。同年5月22日，泰軍發動政變，接管政府權力，中止憲法，美國國務卿約翰·克里對此表示失望，並表示美國官員正在「根據美國法律檢討美國的軍事參與及其他（對泰）援助和承諾」。政變之後，美國助理國務卿丹尼尔·拉塞尔與泰國政府官員、民間代表和前總理英祿會面，並表示美國不會對問題「視而不見」，認為泰國沒有設法廢除戒嚴令已在國際友人和夥伴中間失去信譽。對此泰國政府表示不滿，泰國總理巴育·占奧差認為美國不了解泰國的辦事方式，泰國外交部副部長多恩更指拉塞尔的言論「傷透泰國人的心」，並警告美國切勿干預泰國內政。

## 經貿關係
- 泰國到美國的出口貿易[9]
- 美國到泰國的出口貿易[10]

1894年，美國標準石油在泰國曼谷設立辦事處。2015年，美國是泰國第四大投資國，直接投資額達138.47億美元。1956年，泰國美國商會建立。
根據經濟複雜性研究中心網站上的數據，自1995年至2012年，泰國出口至美國本土的商品主要以機械為主，另有食品、紡織品等出口。1995年，泰國對美國本土的出口額約為100億美元，至2012年泰國對美國本土的出口額達200億美元，是1995年的2倍。美國本土出口至泰國的商品主要以機械為主，另有化工產品、貴金屬等出口。1995年，美國本土對的泰國出口額約為70億美元，至2012年美國本土對泰國的出口額達100億美元。

## 文化關係
1950年7月1日，美國和泰國簽訂《教育及文化協議》。1961年，AFS国际文化交流方案開始美國與泰國高中生的交流。2007年7月5日，泰國藝術家參加在美國舉行的史密森尼民俗节。2008年7月6日至10日，美國副助理國務卿阿丽娜·L·罗曼诺夫斯基訪問泰國，回顾泰美兩國專業、青年及體育交流。
2008年1月，美國聯邦執法機構破獲從泰國走私古文物至美國的犯罪集團，查獲超過一萬件從泰國非法走私到美國的古文物，其中許多來自班清考古遺址。此案件經過數年的偵辦，兩人遭定罪，並促成一家私人藝術畫廊與兩家博物館，將班清文物為主的九百多件古文物歸還泰國。曼谷郵報稱「在泰國和美國當局的艱苦努力下，從考古遺址掠奪的古文物已被歸還」，泰國政府歡迎這些文物歸國。
根據美国人口调查局於2015年的統計，泰語是美國第27大家用語言，共有152,649名美國人視泰語為其母語。

## 軍事關係

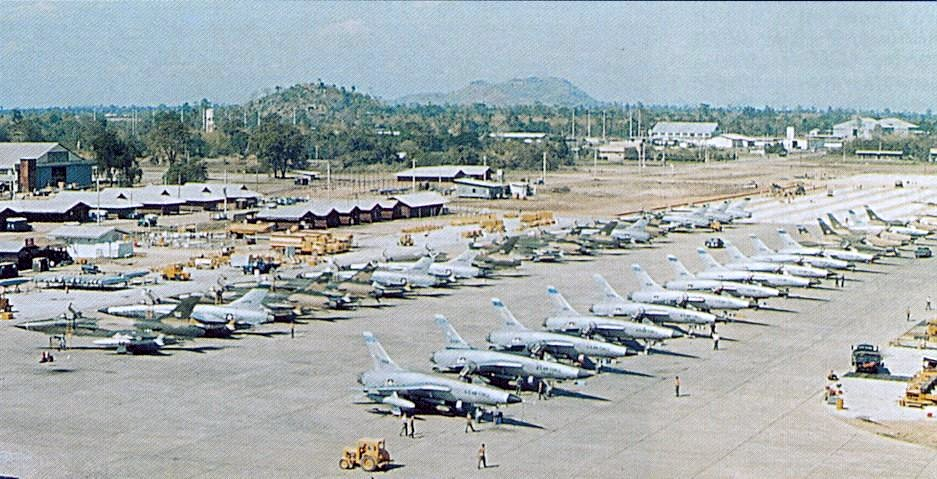
1965年越戰期間的美國駐泰空軍機隊。

2013年泰美兩國海軍進行海上戰備訓練合作（CARAT）。

1950年10月17日，泰國和美國簽訂軍事援助協議。3年後，美國駐泰軍事顧問團成立。1964年，美國正式在泰國駐軍。
越南戰爭爆發後，泰國軍隊在駐越美軍領導下入越作戰，而美軍也視泰國為鄰近越南的戰略要地，而於該國部署大量航空部隊，越戰期間約有750架美軍飛機和5萬名官兵駐於泰國，境內美軍建立的主要空軍基地共達7座，美軍對北越實施的空襲更有80%由泰國的軍用機場發動。美軍駐泰直至1976年，才應時任泰國總理克立·巴莫的要求而撤出。
1982年，美國和泰國首次舉行名為「金色眼镜蛇」的年度軍事演習，是東南亞規模最大的聯合軍事演習。1997年，時任美國總統比爾·克林頓派出550人的工作組前往泰國烏打抛海軍航空基地。
2014年泰軍發動政變之後，美國取消350萬美元對泰軍事援助，並取消一系列雙方軍事高層互訪。雖然「金色眼镜蛇」年度軍事演習仍有進行，但美國要求低調處理，並縮減各國參與人數。
2017年2月14日至24日，美國與泰國主導第36屆為期11天的金色眼镜蛇演習，美軍投入3,700名官兵，包含馬來西亞在內的觀察員在內共有29個國家參與演習，主要加強東南亞國家在搶灘登陸作戰能力，另外也進行人道主義救援與救災能力訓練。
2018年2月13日至23日，為期11天的金色眼镜蛇第37屆演習以救災和維護區域安全為主題，包括觀察員共有30多個參加國家，共1萬2千多名官兵，其中美軍投入6,800名官兵。

## 外部連結
| - 泰國駐美國大使館官方網站 （页面存档备份，存于）（英文）（泰文） - 泰國駐紐約總領事館官方網站 （页面存档备份，存于）（英文）（泰文） - 泰國駐洛杉磯總領事館官方網站 （页面存档备份，存于）（英文）（泰文） - 泰國駐芝加哥總領事館官方網站 （页面存档备份，存于）（英文）（泰文） | - 美國駐泰國大使館官方網站（英文）（泰文） - 美國駐清邁總領事館官方網站（英文）（泰文） |